# Hamza-begova džamija (Sanski Most)
Hamza-begova džamija najveća je džamija u Sanskom Mostu i jedina džamija u Bosni i Hercegovini s četiri minareta. Sagradio ju je i uvakufio sandžak-beg Hamza-beg Biharović koji je podrijetlom bio iz okolice Sanskog Mosta, vjerojatno iz Kamengrada.

## Povijest
Sagrađena je prije 1557. godine jer je te godine umro njen osnivač, a vjerojatno je bila sagrađena već 1555. godine. Bio je jedan drveni minaret izveden u obliku kamenog minareta. Unutrašnjost minareta bila je drvena. Sredinom stropa bila je izvedena mala kupola. Godine 1705. obnovljena je džamija te je tada je napisan tekst s talik pismom u prolazu ispod mimbera: 
 Posljednji put džamija je rekonstruirana 1984. godine. Dana 27. lipnja 1992. godine pripadnici Vojske Republike Srpske srušili su džamiju i materijal odnijeli s nišanima na otpad. Nova džamija utemeljena je tijekom srpnja 1997. godine, a otvorena je 6. kolovoza 2000. godine. Džamija je odlukom Komisije za očuvanje nacionalnih spomenika Bosne i Hercegovine stavljena na privremenu listu nacionalnih spomenika Bosne i Hercegovine.

## Imami
Godine 1891. spominje se hafiz Muhamed-beg kao vjeroučitelj, a Salih ef. Arnautović se spominje kao vjeroučitelj 1899. godine.
| Imami Hamzibegove džamije                           | Imami Hamzibegove džamije |
| Imam                                                | Doba                      |
| --------------------------------------------------- | ------------------------- |
| Husein ef. Vajzović                                 | 1869.                     |
| Ahmed ef. Bilajbegović                              | 1926. – 1938.             |
| Ali ef. Muratović                                   | 1938. – 1946.             |
| Adil ef. Džaferagić                                 | 1946. – 1974.             |
| prof. Mustafa ef. Sušić                             | 1974. – 1989.             |
| Derviš ef. Dervišević                               | 1989. – 1992.             |
| prof. Muharem ef. Botić                             | 1990. – 1992.             |
| prof. Husein ef. Kovačević i prof. Mirsad ef. Sedić | Od 1995.                  |